# Valencina de la Concepción
Valencina de la Concepción è un comune spagnolo di 6 950 abitanti situato nella comunità autonoma dell'Andalusia.

## Monumenti e luoghi d'interesse
- Cueva de Matàrrubilla, dolmen al cui interno si trova una vasca marmorea, opera presumibilmente realizzata da una comunità di iberi.[1]
- Dolmen de la Pastora.